# 聖克萊爾鎮區 (愛荷華州莫諾納縣)
聖克萊爾鎮區（英語：St. Clair Township）是位於美國愛荷華州莫諾納縣的一個行政鎮區。

## 地方資料
根據2010年美國人口普查的數據，聖克萊爾鎮區的面積為93.11平方千米，當中陸地面積為93.01平方千米，而水域面積為0.10平方千米。當地共有人口517人，而人口密度為每平方千米5.55人。